# Soziale Käuferliga der Schweiz
Die Soziale Käuferliga der Schweiz (SKL) war eine schweizerische Organisation, die von 1906 bis 1945 bestand und sich für bessere Arbeitsbedingungen und faire Löhne durch bewussten Konsum einsetzte. Sie gilt als wichtige Vorläuferin der modernen Fair Trade-Bewegung und war Teil eines internationalen Netzwerks sozialer Käuferligen.

Die SKL setzte sich zum Ziel, Konsumenten ihre Verantwortung für gute Arbeitsbedingungen und faire Löhne aufzuzeigen und sie zu organisieren, um als ökonomische und moralische Macht Einfluss auf Arbeitgeber und Gesetzgeber zu nehmen. In einem Faltblatt beschrieb sich die Organisation folgendermassen:

„Ihr erstes Bestreben geht auf die soziale Erziehung des Käufers aus, sie will sein Gewissen wecken. [...] Als Zweites erstrebt die Liga den Zusammenschluss der Käufer, um deren Macht zu organisieren und zu steigern und für die Verbesserungen des Loses der Arbeitswelt nutzbar zu machen.“

## Geschichte

### Gründung und internationale Vorbilder
Die Soziale Käuferliga der Schweiz wurde 1906 in Bern von einer Gruppe engagierter Frauen und Männer aus dem vermögenderen Bürgertum gegründet. Die Gründung erfolgte in Anlehnung an internationale Vorbilder: Bereits 1887 hatte Clementina Black in London eine kurzlebige Consumers League ins Leben gerufen, 1891 folgte die Consumers League of New York, und 1902 wurde in Paris die Ligue sociale d'acheteurs gegründet. Die schweizerische Organisation wählte eine direkte Übersetzung der französischen Bezeichnung, auch weil das Pariser Gründerehepaar Henriette und Jean Brunhes-Hoskier bei der Berner Gründung anwesend war.

### Gründungsmitglieder
Zu den wichtigsten Gründungsmitgliedern gehörten:
- Emma Pieczynska-Reichenbach: Schriftstellerin mit Fokus auf Erziehung und Ermächtigung der Menschen
- Helene von Mülinen: Vertreterin des Bund Schweizerischer Frauenvereines (BSF)
- Auguste de Morsier: Engagiert im Abolitionismus und für das Frauenstimmrecht, Autorin des Grundlagenwerks Le Rôle de l'Acheteur dans les Conflits économiques (deutsch: Die Rolle des Käufers in wirtschaftlichen Konflikten)
- Fanny Schmid und Marie Adam-Doerrer: Vertreterinnen der Arbeiterinnenbewegung und Abstinenzbewegung[4]
- Clara Ragaz: Vertreterin des religiösen Sozialismus, der Arbeiterinnenbewegung und Sozialdemokratie[4]
- Pauline von Greyerz: Aktiv in Wohltätigkeit und Gemeinnützigkeit der alten Eliten, sorgte für Kontinuität in der Organisation[4]

Emma Pieczynska-Reichenbach und Helene von Mülinen lebten gemeinsam in der Wegmühle, einem Landhaus bei Bern und fungierten als Zentrum der Berner Frauenbewegung.

### Internationale Vernetzung
Die SKL war bis zum Ersten Weltkrieg gut international vernetzt und eingebettet in ein transnationales Netzwerk Sozialer Käuferligen mit Ablegern in den USA, Frankreich, Deutschland und Belgien. Von den europäischen Sozialen Käuferligen war die SKL die einzige, die auch in der Zwischenkriegszeit noch bestand. 1907 wurde in Deutschland der Deutsche Käuferbund nach ähnlichen Grundsätzen gegründet.

### Tätigkeitsfelder und Methoden
Die SKL konzentrierte sich auf besonders vulnerable Arbeitnehmergruppen, in der Regel weibliche, jugendliche, vereinzelt arbeitende, besonders schlecht verdienende, arbeitsrechtlich und gewerkschaftlich nicht geschützte Arbeitnehmende. Da die Gründungsmitglieder überwiegend Frauen bürgerlicher Herkunft waren, fassten sie zuerst Ladentöchter, Coiffeure und Schneiderinnen ins Auge, später auch die in der Nacht arbeitenden Bäcker, Milch austragende Schulkinder und Heimarbeiterinnen.

#### Weisse Listen und Konsumentenaufklärung
Localgruppen der SKL druckten weisse Listen besonders vorbildlicher Arbeitgeber und riefen in der Vorweihnachtszeit die Hausfrauen zu sozialem (rechtzeitigem) Besorgen der Festtagseinkäufe auf. Zudem vereinbarten sie mit lokalen Gewerbeverbänden für begrenzte Zeiten kürzere Ladenöffnungszeiten.

#### Labelentwicklung
Kurz vor dem Ersten Weltkrieg und dann noch einmal während des Zweiten Weltkrieges lancierte die SKL ein Label für gut bezahlte Arbeit, das sich jedoch beide Male nicht längerfristig durchsetzen konnte. Dies war das schweizweit erste Label dieser Art.

### Politische Arbeit
1909, drei Jahre nach der Gründung, machten die Aktivistinnen erste Versuche, die Arbeitsbedingungen über die Ausweitung des gesetzlichen Arbeitsschutzes hinaus zu verbessern. Die SKL forderte zunächst auf lokaler Ebene weitergehende Schutzvorschriften für Verkäuferinnen und Bäcker (Nachtarbeit), dann vor allem in der Zwischenkriegszeit auf Bundesebene für Heimarbeiterinnen. Dieses Handeln auf der politischen Ebene wurde nach dem Ersten Weltkrieg immer wichtiger für die SKL, obwohl die Organisation mit stets nur einigen Hundert Mitgliedern und einem überwiegenden Frauenanteil in einer Zeit ohne Stimm- und Wahlrecht für Frauen in einer schlechten Ausgangslage war.

### Ende der Organisation (1945)
Die Soziale Käuferliga der Schweiz bestand bis Ende 1945 und löste sich nach fast vierzig Jahren Tätigkeit auf. Die Aktivistinnen waren der Ansicht:

„Die Pionierarbeit ist geleistet. Die Pioniere dürfen sich verabschieden.“

 1943 war bereits die Schweizerische Label-Organisation (SLO) als Nachfolgeorganisation gegründet worden, die das Label-Projekt weiterführte.

## Bedeutung und Nachwirkung
Obwohl die SKL fast vierzig Jahre lang bestand, ist sie heute so gut wie gar nicht bekannt. Ihre Ziele hingegen sind heute immer noch aktuell und werden von vielen Akteuren postuliert.
Die SKL gilt als wichtige Vorläuferin der modernen Fair Trade-Bewegung und der nachhaltigen Konsumbewegung. Mit ihren Zielsetzungen nahm die SKL bereits ab 1906 die heute omnipräsenten Fair Trade Labels vorweg und rief jahrzehntelang vor der bekannteren Erklärung von Bern (1968) dazu auf, das persönliche Konsumverhalten im Kampf für eine gerechtere Welt zu nutzen. Ihre Methoden - von Konsumentenaufklärung über weisse Listen bis hin zu Labeling - finden sich in ähnlicher Form in heutigen Organisationen wieder.
Die Geschichte der Sozialen Käuferliga ist auch Teil der philanthropischen Tradition der Schweiz und zeigt die frühe Verbindung zwischen Frauenbewegung, religiösem Sozialismus, Philanthropie und Gewerkschaften im Kampf für bessere Arbeitsbedingungen.